# Kohila kommun
Kohila kommun (estniska: Kohila vald) är en kommun i landskapet Raplamaa i norra Estland. Kommunen ligger cirka 30 kilometer söder om huvudstaden Tallinn. Köpingen Kohila är kommunens centralort.
2002 uppgick köpingen Kohila i kommunen efter att tidigare ha utgjort en egen kommun.

### Karta

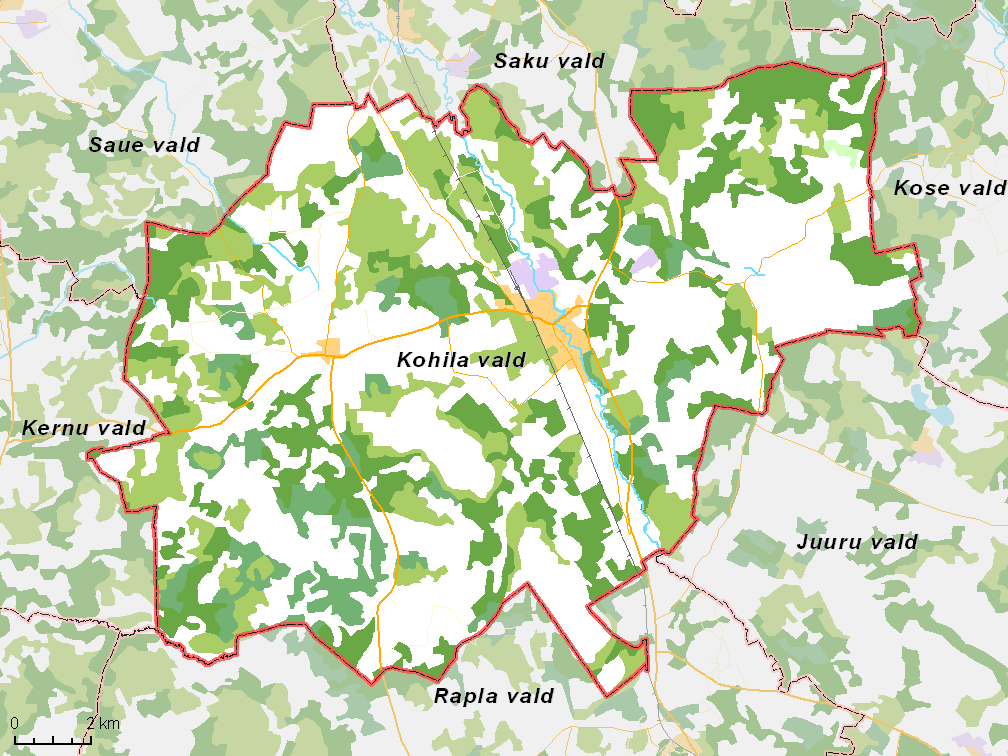
Översiktlig karta över kommunen. Notera att vissa av de angränsande kommunerna har upphört sedan kommunreformen 2017.

## Geografi

### Klimat
Trakten ingår i den hemiboreala klimatzonen. Årsmedeltemperaturen i trakten är 3 °C. Den varmaste månaden är juli, då medeltemperaturen är 17 °C, och den kallaste är januari, med −12 °C.

## Orter
I Kohila kommun finns en köping, tre småköpingar samt 21 byar.

### Köpingar
- Kohila (centralort)

### Småköpingar
- Aespa
- Hageri
- Prillimäe

### Byar
- Aandu
- Adila
- Angerja
- Hageri
- Kadaka
- Lohu
- Loone
- Lümandu
- Masti
- Mälivere
- Pahkla
- Pihali
- Pukamäe
- Põikma
- Rabivere
- Rootsi
- Salutaguse
- Sutlema
- Urge
- Vana-Aespa
- Vilivere